# Den farlige leg (film fra 1923)
 For alternative betydninger, se Den farlige Leg.
Den farlige leg (originaltitel The World's Applause) er en amerikansk stumfilm fra 1923 af William C. deMille.

## Medvirkende
- Bebe Daniels som Corinne d'Alys
- Lewis Stone som John Elliott
- Kathlyn Williams som  Elsa Townsend
- Adolphe Menjou som Robert Townsend
- Brandon Hurst som James Crane
- Bernice Frank
- Mayme Kelso
- George Kuwa
- James Neill